# Gemensamma fiskeripolitiken
Gemensamma fiskeripolitiken (GFP), på engelska Common Fisheries Policy (CFP), är ett av Europeiska unionens politikområden som reglerar fisket inom unionen. EU:s fiskeripolitik syftar till att fastställa regler och kvoter för att uppnå ett hållbart fiske som inte skadar havsmiljön, övervaka hur nationella myndigheterna tillämpar regelverket, övervaka fiskeflottans storlek inom unionen, bidra med finansiering och tekniskt stöd till initiativ som kan göra näringen mer hållbar, hjälpa producenter, förädlingsföretag och distributörer att få skäliga priser för sina produkter, säkerställa hög livsmedelskvalitet avseende fiskeprodukter, stödja utvecklingen av vattenbruk, samt finansiera vetenskaplig forskning och statistikinsamling för att ge underlag för politiska beslut.

## Historia
Den gemensamma fiskeripolitiken infördes av de sex ursprungsländerna 1970, med motivet att dela fiskevatten med varandra, när fyra länder med mycket stora fiskeresurser sökte medlemskap i EG, Danmark (med Färöarna och Grönland), Norge, Irland och Storbritannien. Norge och Färöarna kom att avstå medlemskap, och Grönland lämnade EG när de fick möjligheten.